# Поттинджер, Генри
Генри Поттинджер (англ. Henry Pottinger, кит. трад. 砵甸乍; 3 октября 1789 года, Маунт Поттинджер, Даун, Королевство Ирландия — 18 марта 1856 года, Ла-Валлетта, Британская Мальта) — 1-й баронет Поттинджер, британский колониальный чиновник, администратор и губернатор Гонконга, губернатор Капской области, генерал-губернатор Мадраса, генерал-лейтенант, тайный советник и кавалер Ордена Бани.

## Биография
Генри Поттинджер родился 3 октября 1789 года в имении Маунт Поттинджер, в графстве Даун, в королевстве Ирландия, в Великобритании. Он был пятым ребёнком эсквайра Элдреда Керуэна Поттинджера и Анны Поттинджер, дочери эсквайра Роберта Гордона из имения Флорида Хаус в графстве Даун. Всего в семье было три дочери и восемь сыновей.
По завершении образования в Белфастской академии в 1804 году поступил на службу в британскую армию в Индии, где по приказу подполковника Джона Малькольма, переодевшись в купца-мусульманина, исследовал земли между рекой Инд и Персией и изучал местные языки. В 1806 году присоединился к Ост-Индской компании. С 1809 года в чине лейтенанта участвовал в войне с маратхами, дослужившись до звания полковника, которое получил в 1810 году после опасной экспедиции из Нушки в Белуджистане в Исфахан в Персии. Экспедиция была организована Британской Вест-Индской компанией с целью исследовать неизученные районы Белуджистана и Персии из-за опасений по поводу вторжения в эти земли Франции.
В 1820 году был назначен на место британского резидента-администратора Синда. Позднее он занимал такую же должность в Хайдарабаде. В том же году женился на Сусанне Марии Кук, которая родила ему троих детей. По возвращении в Англию в 1839 году Генри Поттинджер получил титул баронета.
В 1841 году министр иностранных дел лорд Генри Джон Пальмерстон предложил ему занять место посла и главы британской торговой миссии в Китае. Он получил задание рассмотреть насколько подходит остров Гонконг для размещения на нём британской военной базы и торгового флота. 4 ноября 1841 года новый министр иностранных дел лорд Джордж Абердин выразил сомнение в необходимости приобретения Гонконга, поскольку это привело бы к дополнительным административным расходам и осложнило бы отношения с Китаем и другими странами.
В 1842 году, после победы британского флота над китайским под командованием племянника императора Ишаня, между Китаем и Великобританией был заключён Нанкинский договор, положивший конец Первой опиумной войне. По условиям этого договора Китай уступил остров Гонконг Великобритании. Через год Генри Поттинджер стал кавалером ордена Бани, первым губернатором Гонконга и главнокомандующим британских войск, дислоцированных на острове. Им были созданы местные институты исполнительной и законодательной властей. К концу своего пребывания на должности, он лишился поддержки местных британских купцов и 8 мая 1844 года подал в отставку. При нём Гонконг превратился в главного поставщика опиума в Китай.
Выйдя в отставку, он стал членом Тайного совета. В 1847 году получил назначение на место губернатора Капской колонии, но в том же году был переведён на место генерал-губернатора Мадраса. В 1851 году был повышен в звании до генерал-лейтенанта. Через год уволился с военной и государственной службы с пансионом. Последние годы жизни провёл на Мальте в Средиземном море.